# Marder Luse & Company
Marder Luse & Company was van 1855 tot 1892 een lettergieterij in Chicago.
In 1855 werd de Chicago Type Foundry and Printer's Warehouse lettergieterij en drukkerijgroothandel opgericht door C. G. Sheffield als filiaal van White's New York lettergieterij.
Dit was de eerste lettergieterij in Chicago en was eigendom van de familie Elihu White, die ook de Farmer Little Co bezat.
In 1863 had een jonge ondernemer, John Marder, boekhouder van het bedrijf, samen met zijn schoonvader en David Scofield die ook in dienst van het bedrijf was, de gieterij gekocht.
Het bedrijf voorzag in clichés, koperclichés, drukplaten en drukkerij benodigdheden. Nadat een aantal partners van Marder waren gekomen en gegaan, had hij een oude vriend A. P. Luse aangenomen en in 1869 heette het Marder, Luse & Company met 70 werknemers.
De Grote Brand van Chicago in 1871 verwoestte alles behalve de boekhouding. Marder moest zijn huis te koop zetten en met die opbrengst plus verzekeringsuitkering zette hij het bedrijf opnieuw op. In april 1872 opende Marder Luse & Company opnieuw haar deuren als grootste producent van drukpersen en gietvorm machines in het westen. Het nieuwe onderkomen was een vijf verdiepingen tellende bakstenen gebouw met een brandvaste kluis voor de gietvormen en patrijzen. Marder had ook bij de wederopbouw rekening gehouden met het verder doorvoeren van uniformering van lettercorpsen gelijk aan de Didots in Frankrijk. (zie verder onder Typografische eenheid). In 1879 werd een begin gemaakt met verhandelen van typen en materiaal gebaseerd op de American system of Interchangeable type bodies, of het American Point System.
A. P. Luse stierf in 1891 en in 1892 werd het bedrijf verkocht aan de American Type Founders (ATF), waar Marder de Western general manager werd in de fusie.